# 阿赫特胡克
阿赫特胡克（發音：[ˈɑxtərɦuk] ⓘ）是荷兰海尔德兰省的一个地区，绰号“伯国”（De Graafschap），得名于历史上的聚特芬伯国。“阿赫特胡克”（Achterhoek）一名在荷兰语中意为“后角”，因为该地区位于海尔德兰省的最东端，伸入德国。